# Herradura (Argentine)
Pour les articles homonymes, voir Herradura.
Herradura est une localité argentine située dans le département de Patiño, province de Formosa.

## Tourisme
La localité est située à environ 40 kilomètres de la capitale provinciale, en parcourant 30 kilomètres vers le sud sur la route nationale 11, puis en prenant la déviation vers l'est (vers le río Paraguay) sur 10 kilomètres supplémentaires. Une fois atteint le pont sur le ruisseau Salado, se situe la localité de Herradura, la première à avoir été fondée dans la province, alors qu'elle faisait encore partie du Gran Chaco.
Depuis 2002, la Fiesta Internacional de Pesca de la Corvina de Río a lieu chaque année au mois de janvier. Cette localité est une fête avec la présence de pêcheurs d'autres localités de Formosa, du nord de Santa Fe, de Corrientes, du Chaco, du sud du Brésil, de l'Uruguay et du Paraguay, et attire également des milliers de touristes qui profitent des spectacles d'artistes locaux et nationaux. Pendant les jours du festival, la circulation entre la Villa Turística et la capitale est intense, avec un flux constant de voitures et de touristes.